# Nuoto al XV Festival olimpico estivo della gioventù europea
Le competizioni di nuoto al XV Festival olimpico estivo della gioventù europea si sono svolte dal 22 al 26 luglio 2019 presso l'Aquatic Palace di Baku, in Azerbaigian.

## Podi

### Ragazzi
| Evento               | Oro | Tempo    | Argento | Tempo    | Bronzo                                                                                                  | Tempo    |
| Stile libero         | |          | |          | |          |
| 50 m                 | Mateusz Chowaniec (POL)                                                                                                   | 22.91    | David Popovici (ROU) | 23.03    | Tim Korstanje (NLD)                                                                                     | 23.08    |
| 100 m                | David Popovici (ROU) | 49.82    | Jacob Whittle (GBR) | 49.99    | Rasmus Nickelsen (DNK)                                                                                  | 50.22    |
| 200 m                | Edward Mildred (GBR) | 1:49.33  | David Popovici (ROU) | 1:50.93  | Bora Gülşen (TUR)                                                                                       | 1:51.33  |
| 400 m                | Franko Grgić (CRO) | 3:52.10  | Silas Beth (DEU) | 3:52.63  | Alexandros Kachris (GRC)                                                                                | 3:53.53  |
| 1500 m               | Franko Grgić (CRO) | 15:04.75 | Dávid Betlehem (HUN) | 15:20.58 | Silas Beth (DEU)                                                                                        | 15:20.58 |
| Dorso                | |          | |          | |          |
| 100 m                | Aleksei Tkachev (RUS) | 55.22    | Hubert Kós (HUN) | 56.36    | Adam Maraana (ISR)                                                                                      | 56.63    |
| 200 m                | Aleksei Tkachev (RUS) | 2:01.24  | Berke Saka (TUR) | 2:01.62  | Filip Kosiński (POL)                                                                                    | 2:02.79  |
| Rana                 | |          | |          | |          |
| 100 m                | Rostyslav Kryzhanivskyi (UKR)                                                                                             | 1:02.36  | Cameron Williams (GBR) | 1:03.15  | Brendan Fitzpatrick (FRA)                                                                               | 1:03.22  |
| 200 m                | Dmitrii Askhabov (RUS) | 2:16.30  | Rostyslav Kryzhanivskyi (UKR) | 2:16.60  | Brendan Fitzpatrick (FRA)                                                                               | 2:17.30  |
| Farfalla             | |          | |          | |          |
| 100 m                | Rasmus Nickelsen (DNK) | 52.95    | Hubert Kós (HUN) | 53.54    | Paweł Uryniuk (POL)                                                                                     | 54.73    |
| 200 m                | Vadim Klimenishchev (RUS)                                                                                                 | 1:58.06  | Edward Mildred (GBR) | 1:58.64  | Krzysztof Chmielewski (POL)                                                                             | 2:01.82  |
| Misti                | |          | |          | |          |
| 200 m                | Ilya Borodin (RUS) | 2:01.55  | Hubert Kós (HUN) | 2:02.60  | Berke Saka (TUR)                                                                                        | 2:03.25  |
| 400 m                | Ilya Borodin (RUS) | 4:20.05  | Hubert Kós (HUN) | 4:20.90  | Jakub Bursa (CZE)                                                                                       | 4:24.21  |
| Staffette            | |          | |          | |          |
| 4×100 m stile libero | Gran Bretagna Edward Mildred (50.86) Nicholas Skelton (52.73) Mark Ford (53.21) Jacob Whittle (49.91) Pierce Greening     | 3:26.71  | Russia Andrey Chulkov (51.70) Aleksei Tkachev (52.45) Vadim Klimenishchev (51.49) Ilya Borodin (51.50)                                     | 3:27.14  | Turchia Batuhan Filiz (53.15) Efe Hacısalihoğlu (51.81) Yiğit Aslan (52.36) Bora Gülşen (50.77)         | 3:28.09  |
| 4×100 m misti relay  | Russia Aleksei Tkachev (55.91) Ilya Shilkin (1:02.78) Andrey Chulkov (54.01) Vadim Klimenishchev (50.93) Dmitrii Askhabov | 3:43.63  | Gran Bretagna Mark Ford (57.70) Cameron Williams (1:02.98) Edward Mildred (53.92) Jacob Whittle (49.85) William Ellington Nicholas Skelton | 3:44.45  | Francia Maximilien Hugot (56.78) Brendan Fitzpatrick (1:01.99) Lucas Peley (56.02) Nathan Hudan (51.37) | 3:46.16  |

### Ragazze
| Evento               | Oro | Tempo   | Argento | Tempo   | Bronzo | Tempo   |
| Stile libero         | |         | |         | |         |
| 50 m                 | Bianca Costea (ROU) | 25.34   | Nina Stanisavljević (SRB) | 25.70   | Milou van Wijk (NLD)                                                                                      | 25.76   |
| 100 m                | Aleksandra Sabitova (RUS) | 55.58   | Tamryn Van Selm (GBR) | 55.61   | Carmen Weiler (ESP)                                                                                       | 56.25   |
| 200 m                | Beril Böcekler (TUR) | 2:00.62 | Freya Colbert (GBR) | 2:00.90 | Wiktoria Guść (POL)                                                                                       | 2:02.36 |
| 400 m                | Beril Böcekler (TUR) | 4:09.71 | Freya Colbert (GBR) | 4:16.58 | Margarita Varulnikova (RUS)                                                                               | 4:17.15 |
| 800 m                | Beril Böcekler (TUR) | 8:32.65 | Freya Colbert (GBR) | 8:46.37 | Merve Tuncel (TUR)                                                                                        | 8:47.47 |
| Dorso                | |         | |         | |         |
| 100 m                | Erika Gaetani (ITA) | 1:01.17 | Lucie Mosdzien (DEU) | 1:02.46 | Renata Gainullina (RUS) Evgeniya Zhukova (UKR)                                                            | 1:02.85 |
| 200 m                | Katie Shanahan (GBR) | 2:11.20 | Erika Gaetani (ITA) | 2:12.03 | Sudem Denizli (TUR)                                                                                       | 2:13.51 |
| Rana                 | |         | |         | |         |
| 100 m                | Evgenija Čikunova (RUS) | 1:08.03 | Justine Delmas (FRA) | 1:09.55 | Molly Mayne (IRL)                                                                                         | 1:09.59 |
| 200 m                | Evgenija Čikunova (RUS) | 2:24.15 | Justine Delmas (FRA) | 2:27.50 | Molly Mayne (IRL)                                                                                         | 2:30.76 |
| Farfalla             | |         | |         | |         |
| 100 m                | Aleksandra Sabitova (RUS) | 59.07   | Roos Vanotterdijk (BEL) | 59.33   | Amelie Zachenhuber (DEU)                                                                                  | 1:00.01 |
| 200 m                | Sofia Sartori (ITA) | 2:11.76 | Merve Tuncel (TUR) | 2:12.39 | Sophie Freeman (GBR)                                                                                      | 2:12.95 |
| Misti                | |         | |         | |         |
| 200 m                | Katie Shanahan (GBR) | 2:14.10 | Chiara Fontana (ITA) | 2:18.58 | Deniz Ertan (TUR)                                                                                         | 2:19.25 |
| 400 m                | Katie Shanahan (GBR) | 4:43.92 | Lia Csulák (HUN) | 4:50.50 | Chiara Fontana (ITA)                                                                                      | 4:52.21 |
| Staffette            | |         | |         | |         |
| 4×100 m stile libero | Russia Aleksandra Sabitova (56.44) Daria Trofimova (55.50) Daria Klepikova (56.20) Aleksandra Kurilkina (56.96) Anastasia Markova Margarita Varulnikova | 3:45.10 | Gran Bretagna Evelyn Davis (56.84) Katie Shanahan (57.27) Freya Colbert (57.57) Tamryn Van Selm (55.94) Sophie Freeman          | 3:47.62 | Ungheria Réka Nyirádi (57.63) Lora Kontér (57.43) Mira Szimcsák (56.94) Laura Veres (56.67) Beatrix Tankó | 3:48.67 |
| 4×100 m misti        | Russia Renata Gainullina (1:03.51) Evgenija Čikunova (1:08.60) Aleksandra Sabitova (59.24) Daria Trofimova (56.20) Daria Klepikova Aleksandra Kurilkina | 4:07.55 | Gran Bretagna Katie Shanahan (1:03.07) Jemimah Berkeley (1:11.39) Sophie Freeman (1:00.35) Tamryn Van Selm (54.64) Evelyn Davis | 4:09.45 | Italia Erika Gaetani (1:01.93) Sofia Bartoloni (1:11.87) Sofia Sartori (59.95) Gaia Pesenti (56.19)       | 4:09.94 |

### Misti
| Evento               | Oro | Tempo   | Argento | Tempo   | Bronzo | Tempo   |
| Staffette            | |         | |         | |         |
| 4×100 m stile libero | Gran Bretagna Jacob Whittle (50.45) Edward Mildred (50.72) Tamryn Van Selm (55.57) Evelyn Davis (55.74)                                                      | 3:32.48 | Russia Andrey Chulkov (51.69) Aleksei Tkachev (51.95) Daria Trofimova (55.67) Aleksandra Sabitova (55.31) Vadim Klimenishchev Aleksandra Kurilkina Daria Klepikova | 3:34.62 | Germania Manuel Kohlschmid (52.21) Timo Sorgius (50.95) Amelie Zachenhuber ( 56.80) Chiara Klein (56.16) Silas Beth                         | 3:36.12 |
| 4×100 m misti        | Russia Aleksei Tkachev (56.35) Evgenija Čikunova (1:07.21) Aleksandra Sabitova (59.05) Ilya Borodin (51.66) Dmitrii Askhabov Daria Klepikova Daria Trofimova | 3:54.27 | Gran Bretagna Katie Shanahan (1:02.92) Cameron Williams (1:03.56) Sophie Freeman (1:00.68) Jacob Whittle (49.90) William Ellington Edward Mildred                  | 3:57.06 | Francia Maximilien Hugot (57.24) Brendan Fitzpatrick (1:02.93) Lucie Delmas (1:01.61) Lucile Tessariol (55.76) Mary-Ambre Moluh Lucas Peley | 3:57.54 |

## Medagliere
| Pos.   | Paese         | Oro | Argento | Bronzo | Totale |
| ------ | ------------- | --- | ------- | ------ | ------ |
| 1      | Russia        | 14  | 2       | 2      | 18     |
| 2      | Gran Bretagna | 6   | 11      | 1      | 18     |
| 3      | Turchia       | 3   | 2       | 6      | 11     |
| 4      | Italia        | 2   | 2       | 2      | 6      |
| 5      | Romania       | 2   | 2       | 0      | 4      |
| 6      | Croazia       | 2   | 0       | 0      | 2      |
| 7      | Ucraina       | 1   | 1       | 1      | 3      |
| 8      | Polonia       | 1   | 0       | 4      | 5      |
| 9      | Danimarca     | 1   | 0       | 1      | 2      |
| 10     | Ungheria      | 0   | 6       | 1      | 7      |
| 11     | Francia       | 0   | 2       | 4      | 6      |
| 12     | Germania      | 0   | 2       | 3      | 5      |
| 13     | Belgio        | 0   | 1       | 0      | 1      |
| 13     | Serbia        | 0   | 1       | 0      | 1      |
| 15     | Irlanda       | 0   | 0       | 2      | 2      |
| 15     | Paesi Bassi   | 0   | 0       | 2      | 2      |
| 17     | Rep. Ceca     | 0   | 0       | 1      | 1      |
| 17     | Grecia        | 0   | 0       | 1      | 1      |
| 17     | Israele       | 0   | 0       | 1      | 1      |
| 17     | Spagna        | 0   | 0       | 1      | 1      |
| Totale | Totale        | 32  | 32      | 33     | 97     |